# Магнитогорская улица (Москва)
Магнитогорская улица — улица на востоке Москвы в районе Ивановское Восточного административного округа соединяет Малый и Большой Купавенские проезды.

## Происхождение названия
Названа в честь уральского города Магнитогорск. Этот город — один из крупнейших центров металлургии России, возникновение которого в 1929—1931 годов было связано с созданием гиганта промышленных строек первой пятилетки — Магнитогорского металлургического комбината. Город Магнитогорск расположен на юге Челябинской области, на восточном склоне Южного Урала. Уникальность города Магнитогорска заключается уже в том, что он расположен в двух частях света — Европе и Азии, по обе стороны реки Урал (до 1775 года — Яик).